# Hugo Velázquez
Pour les articles homonymes, voir Velázquez.
Hugo Ángel Velázquez, né le 16 juillet 1992 à San Nicolás de los Arroyos, est un coureur cycliste argentin.

## Palmarès sur route

### Par années
- 2010
  - 3e du championnat d'Argentine du contre-la-montre juniors
- 2014
  -  Champion d'Argentine du contre-la-montre espoirs
  - 3e du championnat d'Argentine du contre-la-montre
- 2017
  - 1re étape du Tour de Serbie
  - 1re étape de la Cupa Max Ausnit
- 2019
  - Doble Bañado-La Estrella

### Classements mondiaux
| Année           | 2017   |
| --------------- | ------ |
| UCI Europe Tour | 1 419e |

## Palmarès sur piste

### Championnats panaméricains
- Couva 2017
  -  Médaillé d'or de la course scratch.

### Championnats nationaux
- 2021
  -  Champion d'Argentine de l'américaine (avec Diego Valenzuela)[2]
- 2023
  - 3e du championnat d'Argentine de l'américaine[3]